# Anne Pashley
Anne Pashley (née le 5 juin 1935 à Skegness dans le Lincolnshire et morte le 7 octobre 2016,) est une athlète britannique spécialiste du 100 mètres et une chanteuse d'opéra soprano. Elle mesure 1,62 m pour 60 kg.

## Carrière
Après sa carrière sportive, elle étudie à la Guildhall School of Music and Drama de Londres et se lance dans une carrière de cantatrice à l'opéra (registre soprano) à partir de 1959. 

### Palmarès
| Date | Compétition                                     | Lieu      | Résultat | Épreuve    | Performance |
| ---- | ----------------------------------------------- | --------- | -------- | ---------- | ----------- |
| 1954 | Jeux de l'Empire britannique et du Commonwealth | Vancouver | 4e       | 100 yards  | 10 s 9      |
| 1954 | Jeux de l'Empire britannique et du Commonwealth | Vancouver | 2e       | 4 × 110 y  | 46 s 9      |
| 1954 | Championnats d'Europe                           | Berne     | 3e       | 100 mètres | 11 s 9      |
| 1956 | Jeux olympiques d'été                           | Melbourne | 2e       | 4 × 100 m  | 44 s 7      |

### Records
| Épreuve    | Performance | Lieu | Date |
| ---------- | ----------- | ---- | ---- |
| 100 mètres | 11 s 6      |      | 1956 |